# 大日トルコ語論
大日トルコ語論（だいにちトルコごろん、トルコ語：Güneş Dil Kuramı、（Güneş=日、Dil=言葉、Kuramı=理論））は、1935年のムスタファ・ケマル政権でAbdulkadir Inanらによって言語の改革の時期に唱えられたスローガン。世界の言語はすべて中央アジアにあった祖語に始まり、トルコ語はその直系にあたる。よってペルシア・アラブの借用語を排除し、太陽のように輝くトルコ語の姿を取り戻そうというもの。1950年代に否認された。